# Piéride du sisymbre
Euchloe belemia
Espèce
La Piéride du sisymbre ou Zébré du sisymbre (Euchloe  belemia) est un insecte lépidoptère de la famille des Pieridae, de la sous-famille des Pierinae et du genre Euchloe.

## Dénomination
Euchloe  belemia a été nommé par Eugen Johann Christoph Esper en 1799.
Synonymes : Papilio Belemia (Esper, 1800)

### Sous-espèces
- Euchloe belemia belemia
- Euchloe belemia abyssinica (Stamm 1928)
- Euchloe belemia eversi (Stamm 1963)
- Euchloe belemia grancanariensis Acosta, 2008
- Euchloe belemia hesperidum (Rothschild 1913)
- Euchloe belemia palaestinensis (Rüber 1907)[1].

### Noms vernaculaires
Le Zébré du sisymbre ou la Piéride du sisymbre se nomme Green-striped white en anglais et Gestreept Marmerwitje en néerlandais.

## Description
Papillon blanc marqué de noir taché de blanc à l'extrémité de l'aile antérieure et d'une grosse macule noire centrée de blanc. Les ailes postérieures sont vert pâle (vert plus foncé sur le revers) zébrées de blanc.

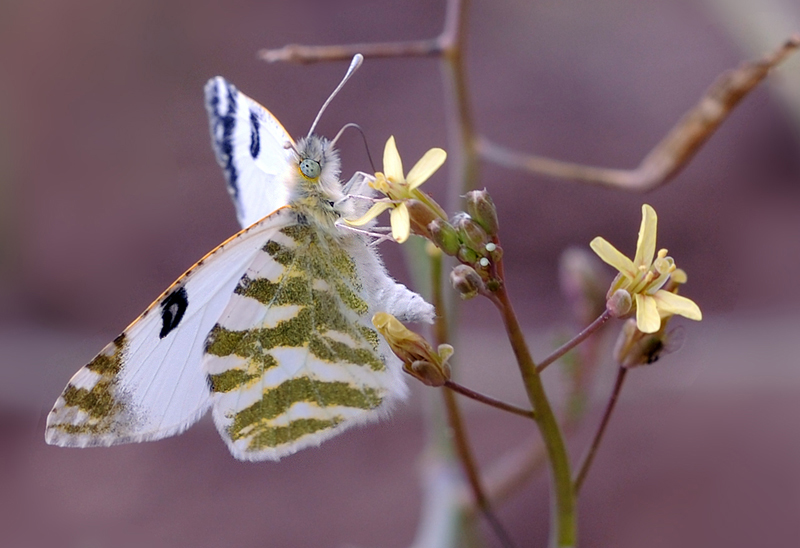

## Biologie

### Période de vol et hivernation
Il vole de février à juin, en deux générations.
C'est la chrysalide qui hiverne.

### Plantes hôtes
Les plantes hôtes sont des Biscutella et des Diplotaxis.

## Écologie et distribution
Son aire de répartition comporte :
- en Europe : le sud du Portugal et de l'Espagne, les îles Canaries
- le nord de l'Afrique
- le Moyen-Orient.

### Biotope
Occupe les terrains fleuris, les friches, les vergers.

### Protection
Pas de statut de protection particulier